# روث پراور جابوالا
روث پراور جابوالا (انگلیسی: Ruth Prawer Jhabvala; ۷ مهٔ ۱۹۲۷ – ۳ آوریل ۲۰۱۳) یک رمان‌نویس و نمایشنامه‌نویس آمریکایی بود. وی به‌دلیل نمایشنامه‌های طنزآمیز و هوشمندانه‌اش دربارهٔ زندگی معاصر سرخپوستان، مشهور شد. البته دليل عمده‌ي شهرتش، بر اساس همکاری طولانی‌اش با شرکت فیلم‌سازی مرچنت آیواری است. او برنده‌ي جایزه‌ي بریتانیا و آمریکایی بوکر بود. وی نویسندهٔ داستان کوتاه است و دو بار در زمینهٔ فیلم‌نامه‌نویسی برندهٔ جایزهٔ اسکار گردید. گفت‌وگوهای خوش‌دوخت جابوالا در کنار چشم تیزبینش در دیدن ظرافت‌های اجتماعی، باعث شده او را با آستن، فورستر و چخوف مقایسه کنند. او شیفتگی و فریفتگی غرب را نسبت به هند، به‌خصوص با در کنار هم قرار دادن زنان مسن متمکن و گوروهای کاریزماتیک، ترسیم کرد و همچنین قشر متوسط و متوسط رو به پایین هند در ارتباط با تعدادی خارجی. داستان‌های اخیرتر او حول تجربیات مهاجران اروپایی در نیویورک می‌چرخید؛ برای جابوالا، اروپا تا ابد «بوی خون» می‌داد.از فیلم‌هایی که جابوالا در آن‌ها نقش داشته‌است، می‌توان به طلاق اشاره نمود.

## زندگی شخصی
خانواده‌ي جابوالا یهودی بودند و در سال ۱۹۳۹ از آلمان به انگلستان مهاجرت کردند. او در سال ۱۹۴۸ تابعیت بریتانیا را دریافت کرد. پس از دریافت مدرک M.A از کالج کوئین مری لندن، با یک معمار هندی ازدواج کرد و به هند نقل مکان کرد و ۲۴ سال در آنجا زندگی کرد. پس از سال ۱۹۷۵ او در شهر نیویورک زندگی کرد و در سال ۱۹۸۶ شهروند ایالات متحده شد.

## دستاوردها
دو رمان اول جابولا، به چه کسی خواهد (۱۹۵۵؛ همچنین به عنوان آمریتا منتشر شد) و ماهیت شور (۱۹۵۶)، به دلیل نمایش کمیک خود از جامعه هندی و آداب و رسوم، تحسین بسیاری از منتقدان را برانگیخت. «آمریتا» رمانی نوشته‌ي نویسنده‌ي هندی، آنیتا دسای است. داستان زن جوانی به نام آمریتا را روایت می کند که در تلاش برای یافتن جایگاه خود در جهان است. این رمان مضامین هویت، تضاد فرهنگی و جستجوی معنا در زندگی را بررسی می کند. این فیلم در قرن بیستم در هند می گذرد و نگاهی اجمالی به چشم انداز اجتماعی و سیاسی کشور در آن زمان ارائه می‌دهد. این رمان به دلیل توصیف‌های روشن از زندگی و فرهنگ هند و همچنین به تصویر کشیدن ظریف شخصیت‌های پیچیده مورد ستایش قرار گرفته است.
جابوالا اغلب با جین آستن به دلیل مطالعات ریزبینانه‌اش در مورد دنیای کاملاً متعارف مقایسه می‌شد. موقعیت او به وی اجازه می‌دهد در توصیف زندگی خانوادگی هندی، تلاش هند برای انطباق با تحولات اجتماعی روزگار جدید و تضاد بین آرمان‌های شرقی و غربی، دیدگاهی منحصربه‌فرد و گاهی طنزآمیز داشته باشد.

## آثار
رمان گرما و غبار او (۱۹۷۵) برنده جایزهٔ بوکر شد و در سال ۱۹۸۲ تبدیل به فیلم شد. این رمان داستان‌های موازی از استعمار و هند معاصر را روایت می‌کند. اولین جدایی او از موضوع هندی در «در جستجوی عشق و زیبایی» (۱۹۸۳) رخ داد که پناهندگان اتریشی و آلمانی را در جستجوی حقایق معنوی در نیویورک به تصویر می‌کشد. شاعر و رقصنده (۱۹۹۳) داستان دوستی ویرانگر دو زن ساکن شهر نیویورک است.
در اوایل دهه ۱۹۶۰، مرچنت، تهیه‌کننده و کارگردان آیوری، با جابولا در مورد اقتباس از رمان او به نام «خانه‌دار» (۱۹۶۰) برای نمایش بزرگ، به سراغ جابوالا رفتند. او به نوشتن فیلمنامه برای بیش از ۲۰ فیلم شرکت فیلم‌سازی مرچنت-آیوری ادامه داد - به ویژه اقتباس‌هایی از اتاقی با منظره (۱۹۸۵) و هاواردز اند (۱۹۹۲) و موریس اثر E.M. Forster، که هر کدام از آنها مفتخر به دریافت جایزه اسکار بهترین فیلمنامه‌ي اقتباسی شدند. فیلم باقیمانده روز (۱۹۹۳) ساخته کازوئو ایشی گورو سومین نامزدی اسکار را برای جابوالا به ارمغان آورد. فیلمنامه‌های دیگر او برای شرکت فیلم‌سازی مرچنت- آیوری عبارتند از: شکسپیر والا (۱۹۶۵)، گرما و غبار (۱۹۸۳)، آقای و خانم پل (۱۹۹۰)، جفرسون در پاریس (۱۹۹۵)، و اقتباس از اروپایی‌ها نوشتهٔ هنری جیمز (۱۹۷۹)، بوستونی‌ها (۱۹۸۴) و کاسه طلایی (۲۰۰۰).
جابوالا هرگز مستقیما درباره‌‌ي گذشته‌‌ي خود چیزی ننوشت، اما تاریخچۀ زندگی شخصی‌اش تلویحاً از ورای خشونت، آرزوهای نافرجام و جبرگرایی داستان‌هایش پیداست. درآخر کلمات جان ماکسول کوتسی طنین‌انداز می‌شود که می‌گفت: «خودزندگی‌نامه تماماً داستان‌سرایی است، داستان‌سرایی تماماً خودزندگی‌نامه.»

## منابع

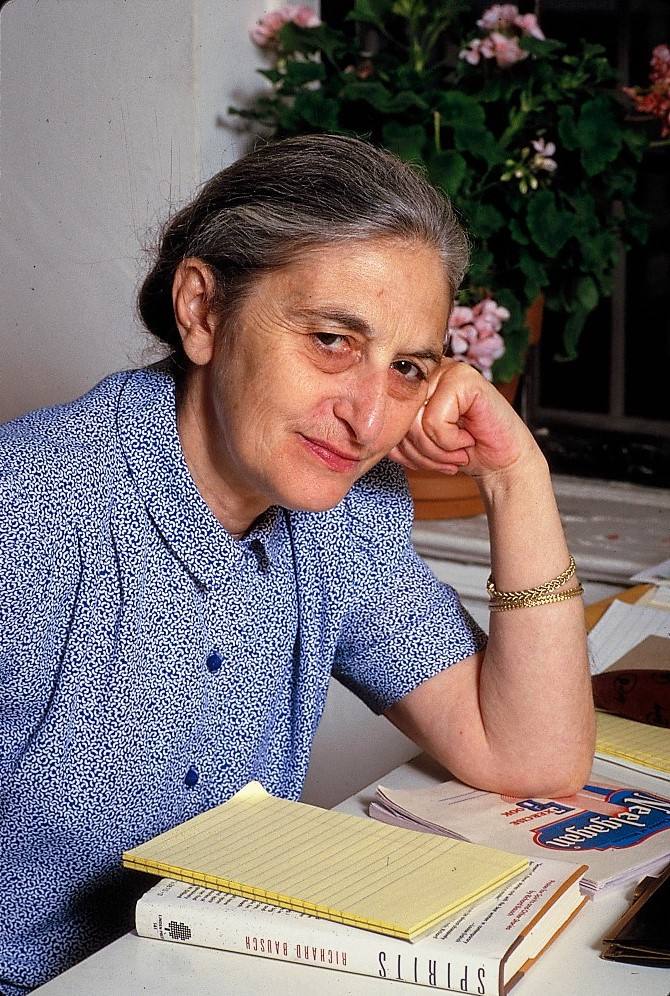
Ruth Prawer Jhabvala